# Rattenbergerbach
Der Rattenbergerbach ist ein Nebenfluss der Mur und gehört damit zum Flusssystem der Donau. Er durchfließt den Rattenberger Graben, nimmt dann den Rattenbergerbach Umleitungsgerinne und den Obermoosbach auf, und vereinigt sich in Flatschach mit dem Flatschacherbach zum Linderbach.